# Rubicón (río)
El Rubicón (en italiano, Rubicone; en latín, Rubico) es un río poco profundo de régimen torrencial del nordeste de Italia, que discurre por la provincia de Forlì-Cesena y desemboca en el mar Adriático. Parece que el nombre deriva del color del agua, ya que discurre por una región arcillosa, que la tiñe de un color rubí. 
Nace en algún lugar poco determinado y encuentra la Vía Emilia a la altura de Savignano sul Rubicone.
En época de los romanos, señaló por un período (época tardorrepublicana, entre 20 a. C. y 42 a. C.) la frontera entre Italia —considerada parte integrante del territorio metropolitano de Roma— y la provincia de la Galia Cisalpina y, por tanto, estaba prohibido que los generales lo cruzasen en armas.

## Geología
Los manantiales del río se encuentran en suelos de arcilla de marga grisácea, ligeramente arenosa, gris azulada del Plioceno (de 3 a 4 millones de años). En los alrededores, surgen más suelos arenosos, amarillo-anaranjados, que aparecen en espesores más o menos compactos (arenas cementadas).
La granulometría de la arena varía de fina a mediana, y en la base de cada capa se observa una estructura más masiva, que tiende a ser gradualmente más laminada en la superficie. La característica dominante es la presencia frecuente de guijarros (cogoli) arenosos. Las capas arenosas están separadas por delgadas capas arcilloso-arenosas y el contenido de fósiles se eleva con la presencia de conchas de lamelibranquios.
Bajando por el valle, el paisaje que atraviesa pasa de las colinas a las llanuras, donde fluye serpenteante. Al pasar por la llanura superior, se observan formas geomorfológicas sedimentarias típicas, como el cono aluvial.
En correspondencia con las grandes variaciones de taludes, el río ha arrojado considerable cantidad de sedimentos áspero (arenas y gravas). Estos depósitos constituyen la franja de unión entre las últimas capas del Plioceno y la llanura de la edad del Holoceno (hace unos 10 000 años), largo período durante el cual las fases glaciar e interglaciar del período Cuaternario se alternaron.
En la llanura baja nuevamente prevalecen los suelos arcillosos y también se encuentran franjas arenosas y gravas que corresponden a los cursos del agua actual y sus meandros, con áreas generalmente arcillosas donde ha ocurrido el depósito de los sedimentos más finos.

## Historia
El río tenía especial importancia en el derecho romano porque a ningún general le estaba permitido cruzarlo con su ejército en armas. A partir del siglo II a. C. sirvió de frontera terrestre entre Italia y la  provincia romana de la Galia Cisalpina —hasta el año 42 a. C., cuando la Cisalpina es definitivamente anexada al territorio de la misma Italia, dejando así de ser una provincia—, para que así Roma quedara protegida de amenazas militares exteriores.
El río entró en la historia por ser su cruce el detonante o casus belli de la segunda guerra civil. Marcaba el límite del poder del gobernador de las Galias y este no podía —más que ilegalmente— adentrarse en Italia con sus tropas. La noche del 10 de enero del 49 a. C., Julio César se detuvo un instante ante el Rubicón atormentado por las dudas. Cruzarlo significaba cometer una ilegalidad: convertirse en enemigo de la República e iniciar la guerra civil. Julio César dio la orden a sus tropas de cruzar el río, pronunciando en latín la frase «alea iacta est» («la suerte está echada») según Suetonio en su obra Vidas de los doce césares. De acuerdo con Plutarco (en sus Vidas paralelas), Julio César citó en griego la frase del dramaturgo ateniense Menandro, uno de sus autores preferidos: «ἀνερρίφθω κύβος / anerripsthô kubos», que significa «¡Que empiece el juego!».
De este suceso proviene la expresión «cruzar el Rubicón» que expresa el hecho de lanzarse irrevocablemente a una empresa de arriesgadas consecuencias.
Política y retóricamente, las dos orillas del Rubicón, separadas por un estrecho caudal muy fácil de cruzar, representan la fina línea entre la prudencia y la temeridad, como bien se apunta en "Julio César y el Paso del Rubicón," "Fernando Lillo" (Historia National Geographic nº85)[cita requerida].